# Chimarra primula
Chimarra primula là một loài Trichoptera trong họ Philopotamidae. Chúng phân bố ở miền Tân bắc.